# Abocament de memòria
Un abocament de memòria, també anomenat bolcatge de memòria (en anglès, core dump), és un registre no estructurat del contingut de la memòria en un moment donat, generalment utilitzat per depurar un programa que ha acabat la seva execució incorrectament. Es tracta d'un arxiu que conté una imatge en memòria d'un procés determinat, però originalment consistia en un llistat imprès de tot el contingut de la memòria.